# Ace Hood
Antoine McColister, mais conhecido pelo seu nome artístico Ace Hood (Port St. Lucie, Flórida, 11 de maio de 1988) é um rapper norte-americano. Ele nasceu em Port St. Lucie, Flórida e cresceu em Deerfield Beach, Florida. Em 2006, graduou- Deerfield Beach High School, em Deerfield Beach, Florida. Sua canção "Top of the World", de seu álbum de estúdio de estréia Gutta, foi destaque em um jogo de simulação de basquete, NBA 2K10. Ele é mais conhecido pelos singles " Hustle rígidos "e" Bugatti ".

## Discografia

### Álbuns de estúdio
Álbuns de estúdio
- 2008: Gutta
- 2009: Ruthless
- 2011: Blood, Sweat & Tears
- 2013: Trials & Tribulations

## Singles

### Como artista principal
| "Cash Flow" (com T-Pain e Rick Ross)          | 2008 | 120 | 55 | —  | —  |                  | Gutta                 |
| "Ride" (com Trey Songz)                       | 2008 | 90  | 27 | 14 | —  |                  | Gutta                 |
| "Overtime" (com Akon e T-Pain)                | 2009 | —   | 70 | —  | —  |                  | Ruthless              |
| "Champion" (com Jazmine Sullivan e Rick Ross) | 2009 | —   | 58 | —  | —  |                  | Ruthless              |
| "Hustle Hard"                                 | 2011 | 60  | 9  | 10 | —  |                  | Blood, Sweat & Tears  |
| "Go n Get It"                                 | 2011 | —   | 60 | —  | —  |                  | Blood, Sweat & Tears  |
| "Body 2 Body" (com Chris Brown)               | 2011 | 65  | 6  | 6  | —  |                  | Blood, Sweat & Tears  |
| "Bugatti" (com Future e Rick Ross)            | 2013 | 33  | 9  | 8  | 33 | - RIAA: Platinum | Trials & Tribulations |
| "We Outchea" (com Lil Wayne)                  | 2013 | 119 | 49 | —  | —  |                  | Trials & Tribulations |
| "We Them Niggas"                              | 2013 | —   | —  | —  | —  |                  | Trials & Tribulations |
| "Rider" (com Chris Brown)                     | 2013 | —   | —  | —  | —  |                  | Trials & Tribulations |
| "—" Indica uma gravação que não gráfico.      |      |     |    |    |    |                  |                       |

## Outras canções cartografado
| "Born an OG" (com Ludacris)                                                                                       | 2009 | 119 | —  | Ruthless               |
| "On My Way" (DJ Khaled com Kevin Cossom, Bali, Ace Hood, Ball Greezy, Iceberg, Rum, Gunplay, Desloc e Young Cash) | 2010 | 116 | —  | Victory                |
| "B.L.A.B. (Ballin' Like a Bitch)"                                                                                 | 2012 | —   | 85 | Body Bag Vol. 2        |
| "I'm Still" (DJ Khaled com Chris Brown, Wale, Wiz Khalifa e Ace Hood )                                            | 2013 | —   | 54 | Suffering from Success |
| "—" denotes a recording that did not chart.                                                                       |      |     |    |                        |